# SZ Большого Пса
SZ Большого Пса (лат. SZ Canis Majoris) — двойная затменная переменная звезда типа Алголя (EA) в созвездии Большого Пса на расстоянии приблизительно 1204 световых лет (около 369 парсеков) от Солнца. Видимая звёздная величина звезды — от +11,2m до +10,43m. Орбитальный период — около 5,7121 суток.

## Характеристики
Первый компонент — жёлто-белая звезда спектрального класса F8.